# Александра Амалия Баварска
Александра Амалия Баварска (на немски: Alexandra Amalie von Bayern; * 26 август 1826, дворец Йоханисбург, Ашафенбург; † 8 май 1875, дворец Нимфенбург, Мюнхен) от династията Вителсбахи, е принцеса от Бавария, абатиса, писателка и преводачка.

## Живот
Тя е най-малката дъщеря на крал Лудвиг I от Бавария и на Тереза фон Сакс-Хилдбургхаузен, дъщеря на херцог Фридрих (Саксония-Алтенбург). Сестра е на кралете Максимилиан II Йозеф Баварски и Ото I от Гърция и на принцрегент Луитполд.
По желание на баща ѝ Александра става абатиса на кралския дамски манастир „Св. Анна“ в Мюнхен и Вюрцбург. През 1860 г. тя основава кухня за бедни и болни в Ашафенбург. Известна е като преводачка и писателка и издава произведенията:
- Feldblumen (скици и разкази, 1856)
- Weihnachtsrosen (скици и разкази, 1858)
- Phantasie- und Lebensbilder (свободни преводи от английски и френски, 1858)
- Kleine historische Erzählungen (от френски, 1862)

След развода му принц Луи Люсиен Бонапарт, племенник на Наполеон I, иска да се ожени за принцесата. Крал Лудвиг I отказва. Александра Амалия страда от психически смущения.
Тя умира на 21 септември 1875 г. в Мюнхен на 49 години. Погребана е в Театинската църква в Мюнхен.